# 三上義夫
三上 義夫（みかみ よしお、1875年〈明治8年〉2月16日 - 1950年〈昭和25年〉12月31日）は、日本の数学史家、和算研究家。日本の数学と中国の数学を英文で西洋に紹介した。
父親は三上助衛門安忠、母親は勝。妻は近藤幸八郎の三女武。

## 来歴
広島県高田郡上甲立村（現在の安芸高田市甲立）の素封家である三上本家（「安国屋」家）に生れる。1890年（明治23年）12月に広島高等小学校を卒業後、翌年4月に千葉県尋常中学校2年級に編入学した。1892年（明治25年）には神田錦町の国民英学会および神田猿楽町の東京数学院に学ぶ。
1895年（明治28年）、徴兵検査のため帰郷するが、虚弱のため免役される。同年、武と結婚。1896年（明治29年）9月に仙台の旧制二高に入学するも眼病のため数ヶ月後に休学ののち退学した。
1905年（明治38年）より日本数学史の研究を始める。1908年（明治41年）には菊地大麓に認められ帝国学士院和算史調査嘱託に任ぜられる。
1911年（明治44年）10月、東京帝国大学文科大学哲学科選科に入学。1914年（大正3年）7月に修了後、10月より東京帝国大学大学院に進学した（1919年まで籍を置く）。大学院時代の1915年（大正4年）に全国の和算史の事跡の調査を開始する。
1923年（大正12年）12月に和算史調査嘱託を解任される。
1929年（昭和4年）5月、国際科学史委員会の通信会員に選出される。
1933年（昭和8年）より東京物理学校（現・東京理科大学）の講師となる（1944年まで在職）。 
1945年（昭和20年）1月に妻・武が死去し、5月に甲立町に帰郷した。
1949年（昭和24年）12月5日、東北大学理学部から理学博士を授与される。
1950年（昭和25年）12月31日、起居していた甲立町の古刹・理窓院にて逝去。戒名は理学院教導義仙居士。
死去から8年後の1958年10月、社団法人日本珠算教育連盟により広島市中区中町の平和大通り緑地帯に「三上義夫博士顕彰碑」が建立された。

## 著作

### 単著
- 『支那数学ノ発達ヲ論ス』東京物理学校、1908年10月。 - 「東京物理学校雑誌」〈第203号〉別刷。
- Yoshio, Mikami (June 1974) [January 1913]. The Development of Mathematics in China and Japan (2nd edition ed.). Chelsea Publishing Company. ISBN 0828401497
  - Yoshio, Mikami (1974) [January 1913]. The Development of Mathematics in China and Japan (paperback ed.). University of Michigan Library
- 三上義夫「東西数学史」、『輓近高等数学講座』 第1、共立社、1931年。
- 『房総数学年表』千葉県図書館〈千葉県図書館叢書 第7輯〉、1936年。
- 『彦坂範善事蹟　他一篇』豊橋市教育会、1938年。 - 他一篇は小野芳水「余談」。
- 『我が国文化史上より見たる珠算』東京商工会議所、1942年。
- 『文化史上より見たる日本の数学』創元社、1947年。
  - 平山諦ほか 編『文化史上より見たる日本の数学』恒星社厚生閣、1984年6月。ISBN 4-7699-0505-X。
  - 佐々木力 編『文化史上より見たる日本の数学』岩波書店〈岩波文庫 青N101-1〉、1999年4月。ISBN 4-00-381004-X。
- 『日本数学史』東海書房、1947年。
- 『日本測量術史の研究』恒星社厚生閣〈科学史研究撰書 1〉、1948年。
- 全国珠算教育連盟収集出版委員会 編『三上義夫博士研究集録』全国珠算教育連盟、1960年。
- 『和算之方陣問題』菊地大麓監修、鈴木昭雄、1972年。
- 藤井貞雄 編『和漢数学科学史研究回顧録　三上義夫遺稿』藤井貞雄、1991年11月。
- 藤井貞雄 編『支那数学史　三上義夫遺稿断篇』藤井貞雄]、2007年8月。

### 共著・編著・共編著
- 飯島正之助、三上義夫共編 編『平面幾何学　中等教育用』水野書店、1908年1月。
- 飯島正之助、三上義夫共編 編『立体幾何学　中等教育用』（訂2版）水野書店、1908年12月。
- 根津千治、三上義夫共著『微分積分学初歩』帝国数学会、1911年8月。
- 根津千治、三上義夫共著 著、帝国数学会編 編『微分積分学初歩例題解』山海堂、1911年8月。
- Yoshio, Mikami; Eugene Smith, David (April 2004) [January 1914]. A History of Japanese Mathematics (paperback ed.). Dover Publications. ISBN 0486434826
  - Yoshio, Mikami; Eugene Smith, David (August 2010) [January 1914]. A History of Japanese Mathematics (paperback ed.). Nabu Press. ISBN 117799576X
- 西脇済三郎、三上義夫共著『佐藤雪山略伝及算法円理三台著者考』西脇済三郎、1919年。
- 三上義夫 編『川北朝鄰小伝』佐名木和三郎、1941年。
- 遠藤利貞遺 著、三上義夫 編『増修日本数学史』平山諦補訂（第2版）、恒星社厚生閣、1981年3月。ISBN 4-7699-0215-8。